# یوآف گالانت
یوآف گالانت (عبری: יואב גלנט‎؛ زادهٔ ۸ نوامبر ۱۹۵۸) سیاستمدار و نظامی سابق اسرائیلی است که از سال ۲۰۲۲ تا ۲۰۲۴ وزیر دفاع اسرائیل بود. او که فرماندهٔ سابق فرماندهی جنوبی اسرائیل بود، در سال ۲۰۱۵ با پیوستن به حزب جدید کولانو پا به عرصهٔ سیاست گذاشت. گالانت پس از موفقیت در انتخابات و راه یافتن به کنست، به‌عنوان وزیر ساخت و ساز منصوب شد. او در پایان سال ۲۰۱۸ به حزب راستگرای لیکود پیوست. او پیش‌تر سمت وزارت مهاجرت و ادغام و وزارت آموزش اسرائیل را نیز بر عهده داشته است.
در ۲۱ نوامبر ۲۰۲۴، دیوان کیفری بین‌المللی حکم بازداشت گالانت به‌همراه بنیامین نتانیاهو و محمد ضیف را به‌ اتهام جنایات جنگی و جنایات علیه بشریت در طول جنگ اسرائیل و حماس صادر کرد.

## زندگی
یوآف گالانت در یافا زاده شد و والدین او مهاجران یهودی اهل لهستان بودند. مادر او، فروما، از بازماندگان هولوکاست بود که در کودکی یکی از مسافران پناهندهٔ سوار بر اس‌اس اکسدس بود. فروما به‌همراه سایر پناهندگان سوار بر اکسدس توسط بریتانیا به هامبورگ برگردانده شد و در سال ۱۹۴۸ به اسرائیل رسید. فروما در حرفهٔ پرستاری فعالیت می‌کرد. پدر او، مایکل، به‌عنوان یک پارتیزان در جنگ با نازی‌های در جنگل‌های اوکراین و بلاروس حضور داشت و او نیز در سال ۱۹۴۸ به اسرائیل مهاجرت کرد. او در جنگ ۱۹۴۸ اعراب و اسرائیل در تیپ گیواتی، ازجمله در واحد روباه‌های سامسون خدمت کرد و به‌عنوان یکی از بهترین تک‌تیراندازهای نیروهای دفاعی اسرائیل شناخته می‌شد. او در عملیات یوآف شرکت داشت و در این عملیات نخستین سربازی بود که به دژ عراق سویدان نفوذ کرد. او نام فرزند خود را از این عملیات گرفته است. خانوادهٔ گالانت در دوران جوانی او به گیواتائیم نقل‌مکان کردند و او در آنجا در دبیرستان دیوید کالای به تحصیل مشغول شد. او مدرک بی‌ای خود در رشتهٔ بازرگانی و مدیریت اقتصادی را از دانشگاه حیفا دریافت کرد.
گالانت اکنون در موشاو، امیکام ساکن است. همسرش، کلودین، سرهنگ دوم بازنشستهٔ نیروهای دفاعی اسرائیل است. یوآف و کلودین دارای یک فرزند پسر و دو فرزند دختر هستند.
گالانت در سال ۲۰۱۱ از سوی ایهود باراک، وزیر دفاع اسرائیل، به‌عنوان گزینه‌ای برای جانشینی گبی اشکنازی در سمت رئیس ستاد کل اسرائیل انتخاب شد. انتصاب او به این سمت توسط دولت تأیید شد، ولی این انتصاب به‌دلیل اتهام ساخت یک جادهٔ غیرمجاز دسترسی به خانهٔ خود و کاشت باغ درخت زیتون در اراضی عمومی در خارج از محدودهٔ املاک خود، لغو شد.

## سابقهٔ نظامی
گالانت حرفهٔ نظامی‌گری خود را در سال ۱۹۷۷ به‌عنوان تکاور نیروی دریایی در شایتت ۱۳ آغاز کرد. او در دههٔ ۱۹۸۰ پس از شش سال خدمت فعال به آلاسکا نقل مکان کرد و به‌عنوان یک چوب‌بر مشغول به کار شد. او سپس به نیروی دریایی بازگشت و در یک قایق موشکی و مجدداً در شایتت ۱۳ به خدمت مشغول شد (از جمله به‌عنوان جانشین فرماندهٔ آی‌ان‌اس کشت). او در سال ۱۹۹۲ توسط آمی آیالون، فرماندهٔ وقت نیروی دریایی به عنوان گزینهٔ فرماندهی شایتت ۱۳ انتخاب شد و قرار بود که تا سال ۱۹۹۴ به این سمت منصوب شود. ترجیح گالانت بر این بود که در این دو سال باقی مانده به تحصیل نپردازد و در عوض به نیروی زمینی منتقل شد و در سال ۱۹۹۳ فرماندهی تیپ مناشه (جنین) در لشکر کرانهٔ باختری را عهده‌دار شد.
گالانت پس از سه سال خدمت به‌عنوان فرماندهٔ شایتت ۱۳ به فرماندهی لشکر غزه رسید. او همچنین فرماندهی لشکر زرهی ۳۴۰ ذخیره (سازند آیدان) را بر عهده داشت و در سال ۲۰۰۱ رئیس قرارگاه فرماندهی ارتش اسرائیل شد. گالانت پس از آن که در سال ۲۰۰۲ معاون نظامی نخست‌وزیر شد، به درجهٔ ژنرالی رسید. او در سال ۲۰۰۵ فرماندهٔ فرماندهی جنوبی اسرائیل شد. در دوران تصدی او (که تا ۲۱ اکتبر ۲۰۱۰ به طول انجامید)، نیروهای دفاعی اسرائیل عملیات سرب گداخته را در نوار غزه علیه حماس آغاز کردند. گالانت فرماندهی این عملیات را برعهده داشت و نقض او در میدان و کسب موفقیت در این عملیات مورد تحسین قرار گرفت و به او در روند رسیدن به ریاست ستاد کمک کرد.
یک سازمان مردم‌نهاد اسرائیلی با نام یش گوول علیه انتصاب گالانت به‌عنوان رئیس ستاد کل نیروهای دفاعی اسرائیل شکایت کرد و مدعی شد که نقش فرماندهی او در عملیات سرب گداخته مظنون بودن او برای «نقض فاحش قوانین بین‌المللی» را تأیید می‌کند. هآرتس نوشته است که گالانت علیه تحقیق دربارهٔ سرهنگ ایلان مالکا، از فرماندهان نیروهای دفاعی که حملهٔ هوایی منجر به کشته‌شدن ۲۱ عضو قبیلهٔ الصمونی در طول عملیات سرب گداخته را تأیید کرده‌بود، لابی کرده است. با این حال، دیدگاه گالانت نادیده گرفته شد؛ چرا که دادستان کل نظامی تحقیقاتی را دربارهٔ این حادثه آغاز کرد؛ حادثه‌ای که در گزارش گلدستون به‌عنوان یک نقض جدی احتمالی قوانین بین‌المللی از آن یاد می‌شود (هرچند که نویسندهٔ گزارش این موضوع را انکار کرده است).

### نامزدی برای ریاست ستاد

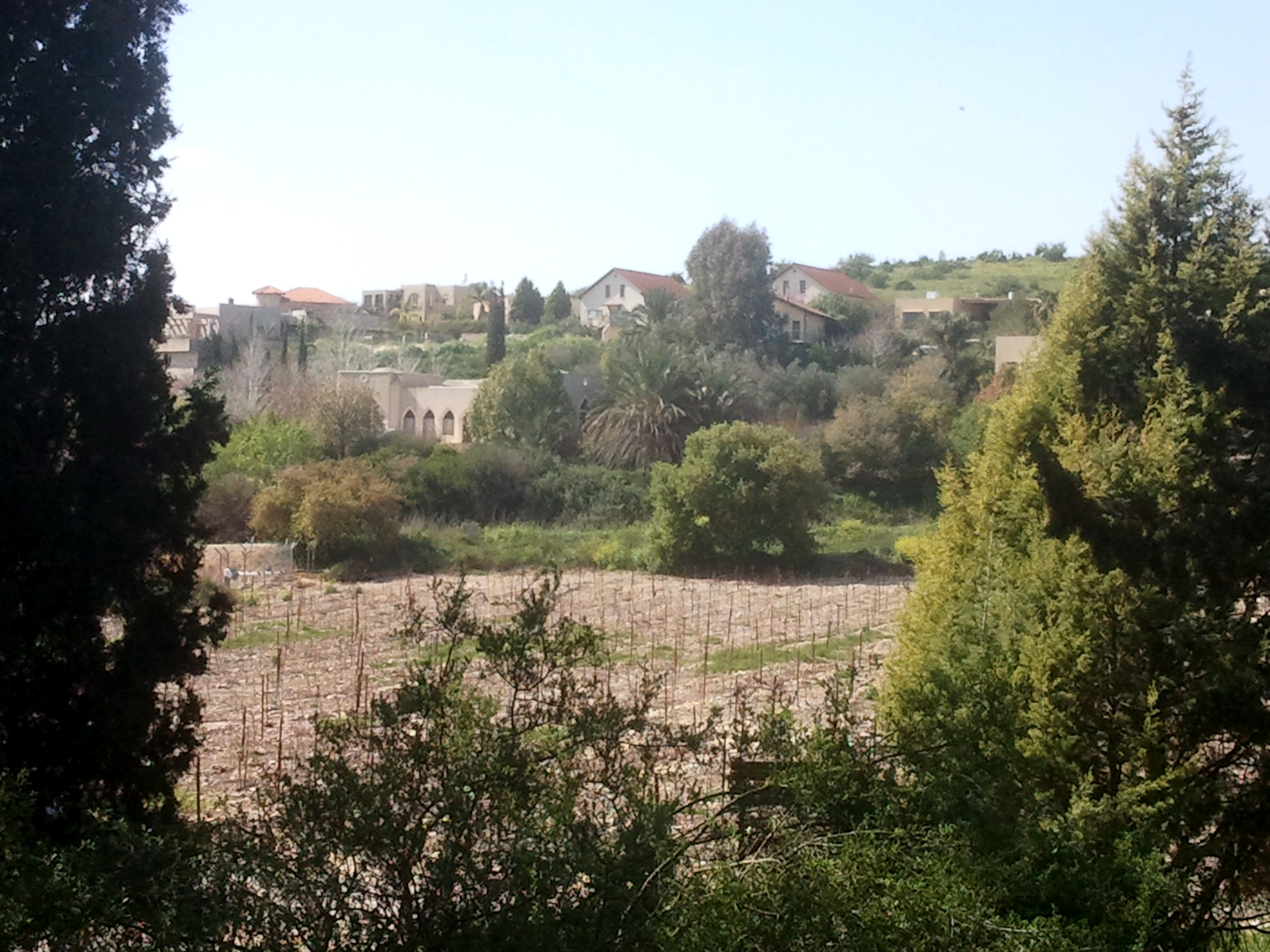
خانهٔ گالانت

در ۲۲ اوت ۲۰۱۰، ایهود باراک، وزیر دفاع اسرائیل نامزدی گالانت به‌عنوان بیستمین رئیس ستاد نیروهای دفاعی اسرائیل را به دولت اعلام کرد. انتظار می‌رفت که او به این سمت منصوب شود. انتصاب گالانت به این مقالم جنجال‌هایی را به‌دنبال داشت؛ در آن زمان سندی جعلی برای کانال ۲ اسرائیل ارسال شده که در آن گالانت به اقدام برای بدنام کردن کاندیدای رقیب خود، یعنی بنی گانتس متهم شده بود.
در ۵ سپتامبر ۲۰۱۰، دولت نامزدی گالانت به‌عنوان رئیس بعدی ستاد نیروهای دفاعی اسرائیل را تأیید کرد و تنها مخالف آن وزیر مایکل ایتان از حزب لیکود بود. بنیامین نتانیاهو، نخست‌وزیر وقت، گفت که رئیس آیندهٔ ستاد نیروهای دفاعی «در طول ۳۳ سال خدمت نظامی خود در خطوط مقدم نیروهای دفاعی اسرائیل، ارزش خود را ثابت کرده است» و «او خود را به‌عنوان یک جنگجوی شجاع، یک افسر عالی و یک فرماندهٔ نبرد مسئولیت‌پذیر و جدی ثابت کرده است.» نتانیاهو همچنین افزود که گالانت میراث «فداکاری و تعالی» را که گبی اشکنازی، رئیس فعلی ارتش اسرائیل به ارث گذاشته بود، به دست آورده است. همچنین پیشنهاد ایهود باراک، که مطابق آن گالانت باید سه سال در این سمت خدمت می‌کرد و وزیر دفاع می‌توانست آن را برای سال چهارم نیز تمدید کند، نیز مورد تأیید کابینهٔ دولت قرار گرفت.
در ۱ فوریهٔ ۲۰۱۱، نخست‌وزیر نتانیاهو و وزیر دفاع، ایهود باراک انتصاب گالانت به سمت رئیس ستاد نیروهای دفاعی را لغو کردند. این اعلامیه پس از رسوایی‌های چندین ماهه پیرامون انتصاب وی به‌دلیل ادعاهایی مبنی بر تصرف زمین‌های عمومی نزدیک خانه‌اش در موشاو، امیکام منتشر شد. یهودا واینشتاین، دادستان کل اسرائیل، پس از انجام تحقیقاتی در مورد اتهامات وارده به گالانت گفت که یافته‌های او «مشکلات حقوقی قابل توجهی را برای تصمیم برای انتصاب او ایجاد کند». واینشتاین گفت که تصمیم‌گیری در خصوص انتصاب یا عدم انتصاب او به‌عنوان رئیس جدید ستاد نیروهای دفاعی بر عهدهٔ نخست‌وزیر و وزیر دفاع است. در اوایل همان روز، واینشتاین به نخست‌وزیر بنیامین نتانیاهو اطلاع داده بود که با توجه به موانع قانونی موجود، قادر به دفاع از انتصاب گالانت به‌عنوان رئیس ستاد نیست.
در ۳۰ دسامبر ۲۰۱۲ کمیتهٔ برنامه‌ریزی محلی که مدیریت مالکیت اراضی و مجوز ساخت و ساز را برعهده داشت اعلام کرد که گالانت خانهٔ خود را در اراضی شمالی امیکام در یک ملک به مساخت ۳۵۰ متر مربع ساخته است که به‌طور تصادفی به‌نام او ثبت شده و از این که آن زمین‌ها درواقع اراضی عمومی بوده‌اند، آگاه نبوده است. این تصمیم به دو موضوع دیگر که همچنان توسط بازرس ایالتی و دادستان کل در حال بررسی بودند، نمی‌پرداخت: «احداث یک جادهٔ دسترسی غیرمجاز برای خانهٔ خود و کاشت باغ درخت زیتون در زمین‌هایی که از محدودهٔ تحت مالکیت او تجاوز می‌کرد».